# Nuevo Encuentro
Nuevo Encuentro por la Democracia y la Equidad, más conocido como Nuevo Encuentro, es una fuerza política de centro izquierda  de Argentina liderada por Martín Sabbatella, fundado en septiembre del 2004.
Actualmente se le conoce como Nuevo Encuentro, nombre que conserva del frente formado el 28 de abril de 2009, junto al Partido Solidario, el cual se disolvió en 2015.
En palabras de Sabbatella, Nuevo Encuentro "expresa capacidad de gobernar desde una perspectiva progresista y popular", "une ética pública, compromiso social y capacidad de gestión", "rompe con la cultura del progresismo testimonial" y "construye un progresismo de gobierno, un progresismo que se hace cargo".
Los principales referentes de Nuevo Encuentro en la actualidad son Martín Sabbatella, expresidente de ACUMAR y presidente del partido; Mónica Macha, diputada nacional y exsenadora por la provincia de Buenos Aires y Lucas Ghi, intendente del partido de Morón, en la provincia de Buenos Aires.

## Historia

### Origen y primeros años
El 14 de septiembre de 2004, Martín Sabatella disuelve su partido de orden regional, llamado Nuevo Moron, y funda un nuevo partido de orden nacional, el partido se llamaría Encuentro por la Democracia y la Equidad (EDE).
En 2009, Martín Sabbatella, conocido dirigente e intendente del municipio de Morón, decide aliarse con el Partido Solidaridad e Igualdad, el Instrumento Electoral por la Unidad Popular y el Movimiento Libres del Sur, y formar un frente en la provincia de Buenos Aires.
El frente surgido de esta alianza en la provincia de Buenos Aires se denominó Nuevo Encuentro.
Para las elecciones legislativas del 28 de junio de 2009, se postuló como candidato a diputado nacional por la provincia de Buenos Aires, en la lista del Nuevo Encuentro. Obtuvo un 5,56 % de votos en el total de la provincia, lo que le permitió asegurar dos bancas, la suya y la de Graciela Iturraspe. En el municipio de Morón, obtuvo un 39,20% de los votos. Al día siguiente reasumió como intendente de Morón, cargo al que renunció en diciembre para ocupar su banca de diputado. Presentó, entre otros proyectos de ley en la Cámara de Diputados un proyecto para garantizar el derecho al Libre Acceso a la Información Pública, que recogía los aportes de diversas organizaciones de la sociedad civil especializadas en el tema, entre ellos representantes de Poder Ciudadano, el Centro de Estudios Legales y Sociales (CELS), la Asociación por los Derechos Civiles (ADC), el Foro de Periodismo Argentino (FOPEA), la Asociación Civil por la Igualdad y la Justicia (ACIJ).
Sabbatella definió su propuesta como una nueva alternativa progresista.

### Desarrollo de la identidad kirchnerista
Al ingresar al Congreso Nacional, Nuevo Encuentro se caracterizó por ser una fuerza política que no actuó consistentemente de forma opositora. Respaldó y rechazó iniciativas tanto del oficialista Frente Para la Victoria, como de otras fuerzas de la oposición.
En la sesión del 3 de diciembre de 2009 de la Cámara de Diputados, en el marco de la conformación del Grupo A constituido por la gran mayoría de las fuerzas opositoras con representación parlamentaria, Sabbatella declara:

Hemos dicho públicamente que no coincidimos con quienes piensan que esta Cámara tiene solo dos partes. Por eso, no hemos participado de un “nosotros” del que no nos sentimos parte y con el cual no estamos identificados. Para constituir un “nosotros” hay que discutir una cantidad de cuestiones que tienen que ver con el marco político e ideológico, y así saber para qué se constituye una mayoría, en función de qué ideas, de qué proyectos, de qué ideología, en defensa de qué intereses y para qué.

En ese marco hemos planteado que no nos sentíamos parte de ninguna de esas dos opciones. Por supuesto que creemos que existe un tercer lugar que hay que ensanchar y agrandar, porque tiene la posibilidad de cumplir la misión para la cual fue elegido.
Más allá de estas cosas que, como dije, las hicimos públicas, quiero decir que no nos sentimos representados por ninguno de esos dos sectores que han llegado a un acuerdo esta noche.
Hay un sector que tomó la decisión política de constituir un grupo “A” y, por lo que acabamos de enterarnos, nosotros perteneceríamos al grupo “B”. La verdad es que la decisión de pertenecer a un grupo o a otro la tomamos nosotros y no otros.

En ese sentido, ya hemos dicho con absoluta claridad que no pertenecemos ni queremos pertenecer al grupo “A”. Ahora, tampoco decidimos ser parte del grupo “B”.

En la sesión del 3 de noviembre de 2010 de la Cámara de Diputados, en el homenaje a Néstor Carlos Kirchner, fallecido el 27 de octubre del mismo año, Sabbatella declara:

Desde la autonomía de nuestra fuerza política, pero también desde la convicción de que recorremos la misma avenida hacia el mismo horizonte que transitó Néstor Kirchner, acompañamos a la presidenta Cristina en estas horas de emoción y pesar. Con la certeza de su fortaleza y con la decisión de profundizar este camino, volvemos a trasmitirle nuestro más profundo compromiso. La defensa y profundización de este rumbo es por lo que se hizo y por lo que aún está pendiente. Sabemos que se puede y se debe avanzar. Debemos hacerlo por esta avenida, por este rumbo, sosteniendo lo que se hizo, profundizándolo y ganando terreno por sobre las injusticias que todavía nos distancian de la sociedad en la que deseamos y merecemos vivir. La certeza de que se puede y vale la pena también es parte del legado de Néstor Kirchner.

Tomando nota del abrumador respaldo popular a Cristina Fernández de Kirchner en las elecciones de 2011, Sabbatella declara que la fuerza abandona la etapa de "apoyo crítico" al considerarse "una de las patas de la mesa kirchnerista".

### Conformación de Unidos y Organizados

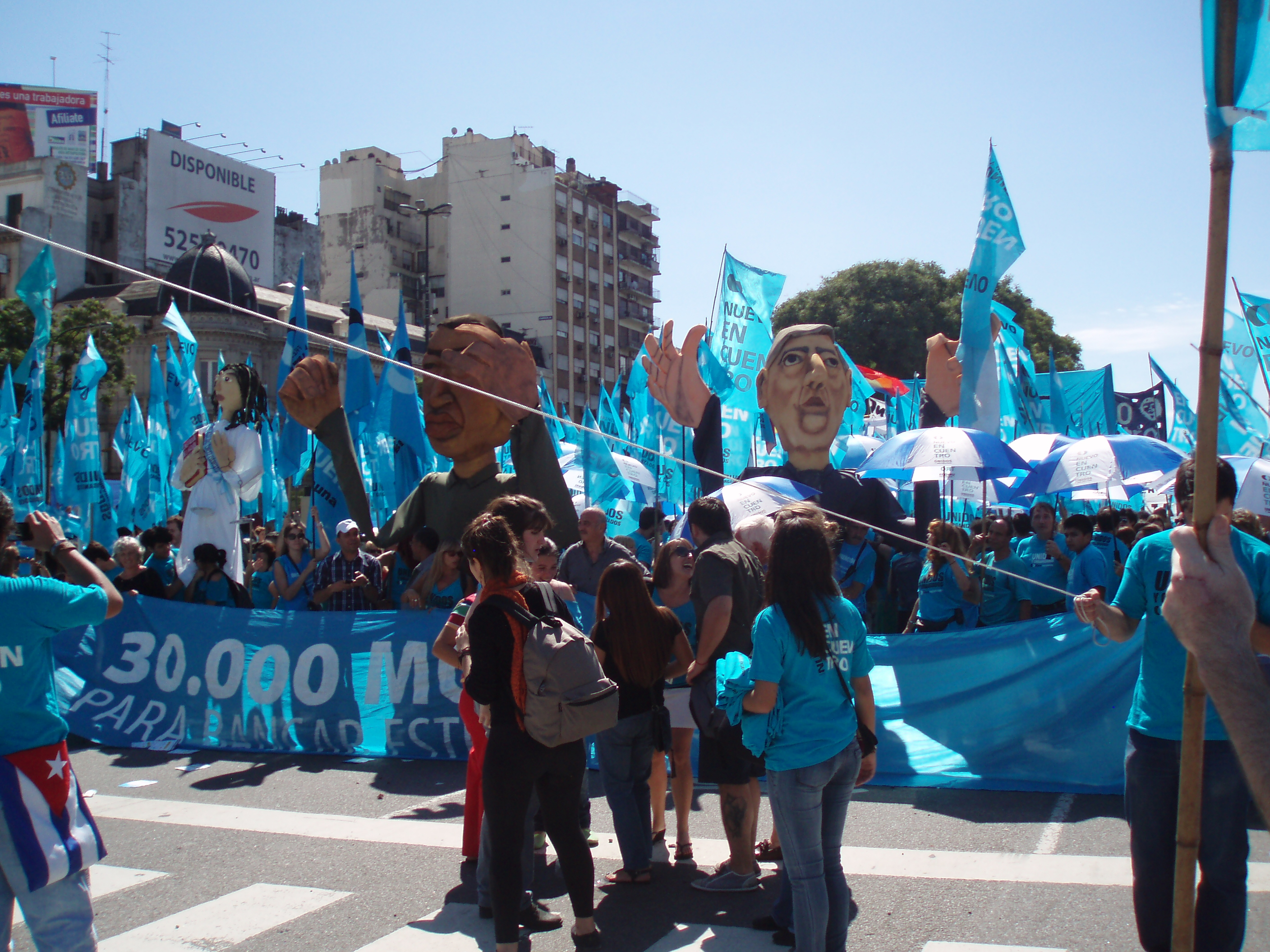
Nuevo Encuentro en el 37° aniversario del golpe de Estado de 1976.

Junto con otras fuerzas kirchneristas, el 27 de abril de 2012 conforma el frente Unidos y Organizados para responder al pedido de Cristina Fernández de Kirchner de consolidar la organización.

### Fundación de Unidad Ciudadana
En el 2017 Nuevo Encuentro formó parte de los partidos fundadores de la alianza Unidad Ciudadana, para competir en las elecciones legislativas de ese año, junto al Frente Grande, Partido de la Victoria, Partido Comunista (Congreso Extraordinario), Alianza Compromiso Federal, Movimiento Nacional Alfonsinista, KOLINA, Partido Solidario, Unidad Socialista para la Victoria y el Partido de la Concertación Forja. 
En dichas elecciones, Nuevo Encuentro, logró obtener dos diputados nacionales por la provincia de Buenos Aires, Hugo Rubén Yasky y Mónica Macha, así como la elección de Gabriela Cerruti como diputada nacional por la Ciudad Autónoma de Buenos Aires.

### Crisis en CABA y PBA
Para las elecciones 2019, surgen los conflictos en la Ciudad Autónoma de Buenos Aires. La primera crisis se dio en torno a quien acompañaría el partido como candidato a jefe de gobierno. De un lado se encontraban los referenciados con la conducción partidaria nacional, quienes apostaban al candidato de Unidad Ciudadana, Mariano Recalde. De otro, los que apostaban por un armado más amplio liderados por Laureano Bielsa, hijo de Rafael Bielsa y comunero de la 2.
Luego del cierre de listas el debate se incrementó aún más dado que la apuesta de Nuevo Encuentro en CABA Andrea Conde quedó por fuera de los cargos expectantes en la Legislatura. Dándose así la ruptura del partido con la salida del sector de Bielsa que incluía espacios estudiantiles de la UBA (Farmacia y Bioquímica y Derecho). El partido quedaría entonces constituido por tres corrientes bien referenciadas:
El de Delia Bisutti y María Suárez, sabbattelistas de la primera hora. El ala más izquierdista, liderados por José Campagnoli y Beto Pianelli donde permaneció el grueso de la militancia. Y por último, el de Andrea Conde y los espacios estudiantiles en Filosofía y Letras y Exactas de la UBA.
En septiembre de 2020, luego de meses de desentendimientos entre las conducciones de provincia y nación, Adrián Grana, presidente del partido en la provincia de Buenos Aires y diputado provincial por la misma, fue marginado de su función partidaria en la mesa provincial.
El conflicto acarreaba disidencias con Martín Sabbatella y el intendente de Morón, Lucas Ghi, a quienes Grana buscaba competirles por la conducción del partido. A raíz del conflicto, se conformó una “comisión de acción política” presidida por la diputada nacional Mónica Macha. Lo que generó, inevitablemente, la salida de uno de los fundadores del partido. Por otra parte en octubre se da la incorporación de un sector del NE porteño encabezado por la exlegisladora porteña, Andrea Conde, al Movimiento Evita.

## Resultados electorales

### Elecciones presidenciales
| Elección | Candidatos                                       | Primera vuelta | Primera vuelta | Segunda vuelta | Segunda vuelta | Resultado | Nota                    |
| Elección | Candidatos                                       | Votos          | %              | Votos          | %              | Resultado | Nota                    |
| -------- | ------------------------------------------------ | -------------- | -------------- | -------------- | -------------- | --------- | ----------------------- |
| 2011     | Cristina Kirchner-Amado Boudou                   | 11.865.055     | 54,11          |                |                | Sí electo | Frente Para la Victoria |
| 2015     | Daniel Scioli-Carlos Zannini                     | 9.338.490      | 37,08          | 12.309.575     | 48,66          | No electo | Frente Para la Victoria |
| 2019     | Alberto Fernández-Cristina Fernández de Kirchner | 12,473,709     | 48,10          |                |                | Sí electo | Frente de Todos         |

### Elecciones al congreso

#### Cámara de Diputados
| Año  | Votos      | %     | Bancas ganadas | Total de bancas | Posición | Nota                       |
| ---- | ---------- | ----- | -------------- | --------------- | -------- | -------------------------- |
| 2009 | 402,502    | 21,03 | 2/127          | 5/127           | Minoría  |                            |
| 2011 | 10.762.217 | 47.98 | 5/127          | 7/127           | Minoría  | Dentro de FPV              |
| 2013 | 7.775.204  | 34.41 | 1/127          | 6/127           | Minoría  | Dentro de FPV              |
| 2015 | 8.797.279  | 37,41 | 2/127          | 2/127           | Minoría  | Dentro de FPV              |
| 2017 | 5.265.069  | 21,03 | 3/127          | 4/127           | Minoría  | Dentro de Unidad Ciudadana |
| 2019 |            |       | 0/127          |                 | Minoría  | Dentro de Frente de Todos  |
| 2021 |            |       | 2/127          |                 | Minoría  | Dentro de Frente de Todos  |

### Intendentes
| Retrato | Nombre            | Ciudad y Provincia               | Mandato | Mandato |
| Retrato | Nombre            | Ciudad y Provincia               | Inicio  | Fin     |
| ------- | ----------------- | -------------------------------- | ------- | ------- |
|         | Martín Sabbatella | Morón, Provincia de Buenos Aires | 1999    | 2009    |
|         | Lucas Ghi         | Morón, Provincia de Buenos Aires | 2019    | 2027    |